# トレロカモミロ
- トレロカモミロ
- トレロ　カモミロ
- トレロ・カモミロ

トレロカモミロ（Il torero Camomillo）は、フランコ・マレスカ作詞、マリオ・パガーノ作曲のイタリアの歌曲である。

## 概要
1968年に行われたイタリアの第10回ゼッキーノ・ドーロ（it）の入賞曲である。原題の大意は「闘牛士カモミロ」。ゼッキーノ・ドーロ出場時の歌唱者はミケレ・グランドルフォ（Michele Grandolfo）。
高名で勇敢だが、戦うよりも寝ることの方が好きな闘牛士のカモミロの様子を歌った歌である。ゼッキーノ・ドーロの楽曲にアニメ動画を施した「I cartoni dello Zecchino d'Oro」（it）のDVDでは第1集に収録されている。

## みんなのうた
日本では、阪田寛夫訳詞・越部信義編曲のものがNHKの番組『みんなのうた』で1970年に初めて放送された。初放送翌年の1971年8月 - 9月に初めて再放送、その後も何度か再放送されている。

### 映像について
1969年6月 - 7月放送『星のヨーデル』でもコンビで担当した加藤晃と毛利厚のアニメーション。闘牛場での黒牛とカモミロの様子が描かれており、後奏では闘牛場から脱走した牛が寝ているカモミロを乗せたまま疲れて倒れる場面で締める。
なお、放映開始当初は久里洋二がイラストを担当したが、1975年から加藤晃のイラストに変更され、1980年代以降は加藤版のみ放送されている。現在公式サイトや関連番組では加藤版のみを取り扱っており、久里版については全く触れていない。
2011年販売の『みんなのうた』DVD-BOXの第4集に加藤版が収録されているが、収録版は2番後の間奏部分の映像にある絵画「ゲルニカ」が著作権の関係で別の絵に変更された。また映像はデジタルリマスターが行われ、歌詞テロップがニュープリント化された。下記の再放送では2021年6月からこの映像である。

### 再放送
- 1971年8月 - 9月
- 1975年8月 - 9月
- 1985年6月 - 7月
- 1986年10月 - 11月
- 1988年8月 - 9月
- 1994年6月 - 7月（ラジオのみ）
- 1999年10月 - 11月（ラジオのみ）
- 2001年4月 - 5月
- 2004年4月 - 5月（ラジオのみ）
- 2021年6月[3]
- 2024年10月 - 11月